# Streptomyces cattleya
Streptomyces cattleya é uma bactéria Gram-positiva de interesse biológico por sintetizar cefamicinas, penicilina e tienamicina. A bactéria expressa a enzima fluorinase, e este organismo foi utilizado para entender a biossíntese do fluoracetato e do antibacteriano 4-fluoro-L-treonina.
Seu genoma, o qual fora sequenciado em 2011, é composto de um cromossomo com 6,283,062 pares de bases e um megaplasmídeo com 1 809 491 pares de bases, com um total de bases guanina-citosina de 73%.